# New Kids on the Block
A New Kids on the Block egy nagy sikerű amerikai fiúegyüttes, amely 1984-ben alakult. Tagjai: Jonathan Knight, Jordan Knight, Joey McIntyre, Donnie Wahlberg és Danny Wood. A megalakuláskor Mark Wahlberg is tagja volt az együttesnek, de 1985-ben kilépett és a helyére az akkor 12 éves McIntyre érkezett. A csapat az 1980-as/1990-es évek egyik legnagyobb szórakoztatóipari elemének számított. Első lemezük 1986-ban jelent meg, New Kids on the Block címmel, amely viszont kudarcnak számított. Második lemezük, az 1988-as Hangin' Tough, viszont már nagyobb siker lett. Ezt követte 1990-ben a Step by Step, majd 1994-ben a Face the Music. 1994-ben feloszlottak, majd 2008-ban újból összeálltak, és azóta két önálló albumot adtak ki, valamint egyet a Backstreet Boys együttessel közösen.

## Diszkográfia
Stúdióalbumok
- New Kids on the Block (1986)
- Hangin' Tough (1988)
- Step by Step (1990)
- Face the Music (1994)
- The Block (2008)
- 10 (2013)

New Kids on the Block / Backstreet Boys
- NKOTBSB (2011)